# Keleti lármásmadár
A keleti lármásmadár (Crinifer zonurus) a madarak osztályának turákóalakúak (Musophagiformes) rendjébe, ezen belül a turákófélék (Musophagidae) családjába tartozó faj.

## Előfordulása
A keleti lármásmadár onnan kapta a nevét, hogy Afrika keleti részében honos.

## Megjelenése
Testhossza 50 centiméter. A hímje és tojója között nincs sok különbség, a bóbitájuk és a méretük alapján különböztethetők meg. A bóbitája fehér foltos, a fejét barna tollak borítják, a szárnya és a teste szürkés tollazatú.

## Életmódja
Fügét és más gyümölcsöket eszik.

## Szaporodása
Fészekalja 2-3 tojásból áll.

### Fordítás
- Ez a szócikk részben vagy egészben  az   Eastern Plantain-eater című angol Wikipédia-szócikk fordításán alapul.  Az eredeti cikk szerkesztőit annak laptörténete sorolja fel. Ez a jelzés csupán a megfogalmazás eredetét és a szerzői jogokat jelzi, nem szolgál a cikkben szereplő információk forrásmegjelöléseként.